# Gerhard Birk (Theologe)
Gerhard Birk SVD (* 1938) ist ein deutscher katholischer Theologe.  

## Leben
Er studierte in Sankt Augustin, Mödling, Rom und München. Von 1972 bis 2008 lehrte er als Professor für Kerygmatik (Katechetik und Homiletik) an der PTH St. Gabriel. Von 1975 bis 2003 war er wissenschaftlicher Referent am Religionspädagogischen Zentrum in Bayern mit Sitz in München, wo er auch lebt. Er hielt Gastvorlesungen zu ausgewählten Themen der Religionspädagogik an der Philosophisch-Theologischen Hochschule SVD St. Augustin. An der Fortbildung von Religionslehrern in Litauen wirkte er von 1996 bis 2005 mit.

## Schriften (Auswahl)
- Grundlagen für den Religionsunterricht an Berufsschulen. Eine empirische Untersuchung an Münchener Berufsschulen (=  Patmos-Religionspädagogik ). Patmos-Verlag, Düsseldorf 1974, ISBN 3-491-78316-X (zugleich Dissertation, München).
- mit Christof Bäumler, Jürg Kleemann, Gerhard Schmaltz und Dietmar Stoller: Methoden der empirischen Sozialforschung in der praktischen Theologie. Eine Einführung (= Studium Theologie. Band 4). Kaiser/Matthias-Grünewald-Verlag, München/Mainz 1976, ISBN 3-459-01072-X.
- Der Bibelunterricht in der Schule. Die Vorträge des Religionspädagoischen Kurses 1981 im Cassianeum Donauwörth. Auer, Donauwörth 1982, ISBN 3-403-01387-1.
- mit Robert Kaindl-Trätzl: Seattle, ein Vermächtnis. EOS-Verlag, Sankt Ottilien 1990, ISBN 3-88096-735-0.
- als Herausgeber mit Uwe Gerber: Schlüsselqualifikationen im theologischen Diskurs. Ergebnisse der Hochschultage Berufliche Bildung '90 (= Hochschule & berufliche Bildung. Band 21). Leuchtturm-Verlag, Alsbach 1991, ISBN 3-88064-198-6.
- als Herausgeber mit Uwe Gerber: Religionsunterricht und Ökologie. Eine Herausforderung an den BRU in Europa. Ergebnisse der Hochschultage Berufliche Bildung '92 (= Hochschule & berufliche Bildung. Band 30). Leuchtturm-Verlag, Alsbach 1993, ISBN 3-88064-226-5.
- mit Hans Peters: Sakramente – Bausteine des Lebens. Mit Gott auf dem Wege. Steyler Verlag, Nettetal 1994, ISBN 3-8050-0336-6.
- Grundlagenplan für den katholischen Religionsunterricht an Berufsschulen. Dt. Katecheten-Verein, München 2002, ISBN 3-88207-339-X.
- mit Helga Müller-Bardorff und Thomas Barkowski: Gelingende Gottesdienste für die Schule. Erfahrungen und Entwürfe aus der ökumenischen Praxis. Claudius, München 2004, ISBN 3-532-62317-X.